# Boris Cimprič
Boris Cimprič, slovenski častnik, * 1971.

## Vojaška kariera
Cimprič je bil poveljnik 11. bataljona za zveze in elektronsko bojevanje SV (2001–08); v njem je skupaj služboval 16 let. Premeščen je bil na mesto strokovnega vodje sektorja za zveze in informatiko Poveljstva sil Slovenske vojske.

## Odlikovanja
- srebrna medalja Slovenske vojske (15. maj 2008)
- Spominski kovanec 104. čete za telekomunikacije SV